# Suwiec
Suwiec – kolonia wsi Kamieńczyk w Polsce położona w województwie mazowieckim, w powiecie wyszkowskim, w gminie Wyszków. Leży nad Bugiem, około 2 km od centrum Kamieńczyka, wzdłuż ulicy Mazowieckiej.

## Historia
Suwiec to dawniej samodzielna miejscowość. W latach 1867–1925 należał do gminy Zabrodzie w powiecie radzymińskim. 1 lipca 1925 włączono go do gminy Kamieńczyk w tymże powiecie (województwo warszawskie). Tam 14 października 1933 wszedł w skład gromady o nazwie Skuszew w gminie Kamieńczyk, składającej się z wsi Skuszew, kolonii Kółko, wsi Latoszek, kolonii Suwiec, gajówki Giziewiczka, gajówki Skuszew i gajówki Rogówka.
1 lipca 1952 włączony wraz z całą gromadą Skuszew do miasta Wyszkowa w powiecie pułtuskim.
5 października 1954 wyłączony ponownie z Wyszkowa i włączony do nowo utworzonej gromady Kamieńczyk w powiecie wołomińskim. 1 stycznia 1956 wraz z całą gromadą Kamieńczyk wszedł w skład nowo utworzonego powiatu wyszkowskiego w województwie warszawskim.
W gromadzie Kamieńczyk przetrwał do kolejnej reformy gminnej. 1 stycznia 1973 w gminie Wyszków w powiecie wyszkowskim.
W latach 1975–1998 Kółko administracyjnie należał do województwa ostrołęckiego.